# Tone Dolinšek
Tone Dolinšek (ilegalno ime Metod), slovenski komunist, politični delavec in prvoborec, * 14. januar 1910, Ljubljana, † 12. februar 1991, Ljubljana.

## Življenjepis
Dolinšek, ki se je izučil za kovinostrugarja je bil pred drugo svetovno vojno delavec v kovinski industriji. Član KPJ je postal leta 1936, bil upravnik Delavskega lista in aktivist sindikalnega in kmečko-delavskega gibanja. Od jeseni 1939 do junija 1941 je bil sekretar okrožnega komiteja KPS za Ljubljano (član CK KPS je bil 1940-54). Po okupaciji je postal član vojaške komisije CK KPS in sekretar vojnega komiteja v Ljubljani, kjer je vodil organiziranje vojnih skupin, organiziral odhode v partizane in ustanavljanje enot Narodne zaščite. Od decembra 1941 je bil sekretar pokrajinskega komiteja KPS za Gorenjsko. Marca 1942 je bil aretiran. Leto dni je preživel v zaporu, nato so ga marca 1943 odpeljali v koncentracijsko taborišče Mauthausen, kjer je postal član komiteja taboriščnega odpora.
Po osvoboditvi je Dolinšek opravljal številne politične funkcije. Med drugim je bil predsednik Glavnega odbora zveze sindikatov Slovenije, predsednik ustavodajne skupščine Slovenije, podpredsednik Ljudske skupščine LRS in obenem član njenega Prezidija (samostojen državni organ-op.), nato direktor generalne direkcije elektrogospodarstva LRS, minister kovinske in elektroindustrije Slovenije ter direktor tovarne koles Rog. Leta 1954 se je zaradi pritiska nanj s strani Edvarda Kardelja, ki naj bi zahteval od njega prisego zvestobe, odpovedal vsem  funkcijam in do upokojitve delal kot kovinostrugar. Zaradi udeležbe na cerkvenem pogrebu svoje matere je bil leta 1956 izključen iz ZKS.